# ロバート・マニング
ロバート・マニング（英語: Robert Manning、1816年 - 1897年）はアイルランドの技術者。マニング公式を提案したことで有名。マンニングとも表記する。

## 生涯
マニングは、1816年にフランスのノルマンディーで生まれた。その年はちょうどワーテルローの戦いの翌年で、父親はその戦いに参加していた。1826年にはアイルランドのウォーターフォードに引っ越し、そこで会計士として働いた。
1846年には大規模な飢餓が発生していたが、マニングはアイルランド財務省公共事業事務所(en:Office of Public Works)の幹線排水路部に就職し、そこで製図工として働いた。その後しばらく働いた後、同年にサミュエル・ロバート(en:Samuel Roberts)のアシスタント・エンジニアとなり、1848年には地区エンジニアとなった。地区エンジニアになって水理学に大きな関心を寄せるようになり、そこでJean-François D'AUBUISSON DE VOISINS著の『Traité d'hydraulique à l'usage des ingénieurs』（エンジニアのための水理学）を読んだ。
1855年から1869年まで、マニングはマーケス・オブ・ダウンシェア(en:Marquess of Downshire)に雇われて、ダンドラム湾の港湾建設工事の監督と、ベルファストの水供給システムの設計を行なった。マーケスが1869年に死去すると、マニングは公共事業事務所に戻り、チーフエンジニアのアシスタントとして働いた。そして、1874年にはチーフエンジニアとなり、1891年に退職するまでその役職で働いた。
1891年にアイルランド土木研究所の紀要で論文『On the flow of water in open channels and pipes』を書き、この中でマニング公式を初めて公表した（ただしこのときの公式は、後述するように現在良く知られている形とは異なったものであった）。
1897年、81歳で死去した。

## マニング公式の提案
マニングは、流体力学や工学の正式な教育をまったく受けてなかったが、もともと会計士であったことと実際主義者であったことが彼の仕事に大きな影響を与え、直面する問題を簡単な形に置き換えて考える手法をとった。彼は当時よく知られていた以下の7つの公式について、与えられた河床勾配について径深を0.25 - 0.30[m]まで変化させその平均流速を計算し、比較・評価した。
デビュア公式ピューレ・デビュア(fr:Pierre du Buat, 1786)
アイテルワイン公式アイテルワイン(Eytelwein, 1814)
ワイスバッハの式ワイスバッハ(Weisbach, 1845)
サンブナン公式アデマール・ジャン・クロード・バレー・ド・サン＝ブナン(en:Adhémar Jean Claude Barré de Saint-Venant, 1851)
ネヴィル公式ネヴィル(Neville, 1860年)
ダルシー・バジン公式ヘンリー・ダルシー、バジン(Darcy and Bazin, 1865)
ガンギレー・クッター公式ガンギレー、クッター(Ganguillet and Kutter, 1869)
そして、全ての条件についてその平均値をとり、そのデータにもっとも合う公式を作った。
最初に、もっともデータに合う式として
{\displaystyle v=32{\sqrt {RI\left(1+R^{\frac {1}{3}}\right)}}}
を考え出した。ここでRは径深、Iは河床勾配である。そして、マニングはこの式を簡略化し
{\displaystyle v=CR^{x}I^{\frac {1}{2}}}
とし、1885年にxに対して2/3を与えた。
この式についてマニングはフラマン(Flamant)への手紙の中で『係数Cがガンギレー・クッター公式に出てくる係数nと相互的に変換でき、どちらも同じ水路に対して一定である。』と述べている。
そして1889年12月4日、73歳の時にマニングは初めてこの公式をアイルランド土木研究所(Institution of Civil Engineers)に提出し、1891年に論文『On the flow of water in open channels and pipes』が土木研究所の紀要で掲載され、この公式が公表された。
しかし、当時2/3乗の計算（立方根を計算し、それを二乗すること）が難しかったことと、そもそも係数Cが次元を持っていたため、マニング自身もこの公式を好んでいなかった。そこで、係数を無次元化するため公式を以下のように修正した。
{\displaystyle v=C(gI)^{\frac {1}{2}}\left[R^{\frac {1}{2}}+\left({\frac {0.22}{m^{\frac {1}{2}}}}\right)\left(R-0.15m\right)\right]}
ここでgは重力加速度、mは大気圧と平衡状態の水銀柱の高さ（水銀柱）で、Cは水路面の性質によって変化する無次元数である。
しかし結局、19世紀後半の教科書では、マニング公式は現在良く知られている形
{\displaystyle v={\frac {1}{n}}R^{\frac {2}{3}}I^{\frac {1}{2}}}
と書かれるようになった。
1918年、キングは『Handbook of Hydraulics』（水理学のハンドブック）の中で、マニングの提案した係数Cがクッター係数nと相互変換可能であることを受け入れるなら、現在知られているように、マニング係数は非常に広い範囲でマニング公式を使うことができると結論した。
なお、アメリカ合衆国と日本ではnはマニングの粗度係数あるいはマニング係数と呼ばれる。一方、ヨーロッパではストリックラーのKがマニングの提案した係数C（nと相互変換可能なもの）と同じものである。